# Ja'far ibn Abi Talib
Ja'far ibn Abi Talib (arabiska: جَعْفَر ابْن أَبِي طَالِب), även känd som Jaʿfar aṭ-Ṭayyār (svenska: Flygaren Ja'far; dvs. i paradiset), var en följeslagare till den islamiske profeten Muhammed och en äldre bror till den fjärde kalifen och förste shiaimamen Ali. Det har återberättats från profeten att han sa att Gabriel sagt till honom att Gud har skänkt Ja'far två vingar att flyga med i paradiset.
Ja'far var den tredje mannen som accepterade islam. På grund av Ja'fars speciella uppmärksamhet mot fattiga gav profeten honom namnet De fattigas far. Efter vinsten i Slaget vid Khaybar lärde profeten honom en bön som gåva som blivit känd som Jafar al-Tayyars bön.
Ja'far stred i Slaget vid Mu'tah och tog över muslimernas flagga under krigets gång. Han stred modigt och till slut blev han träffad av ett svärd i sin högra arm. Därefter höll Ja'far flaggan i sin vänstra hand, men sedan blev även den vänstra armen huggen av ett svärd. Han fortsatte ändå att kämpa. Till slut blev han träffad en sista gång och blev då martyr.